# Microzetes mirandus
Microzetes mirandus är en kvalsterart som först beskrevs av Berlese 1908.  Microzetes mirandus ingår i släktet Microzetes och familjen Microzetidae. Inga underarter finns listade i Catalogue of Life.